# Lissonota sternalis
Lissonota sternalis là một loài tò vò trong họ Ichneumonidae.